# Maio malgaxe
Maio malgaxe foi uma série de protestos estudantis em Madagáscar, que atingiram o seu ponto alto em maio de 1972 e levaram à queda do presidente Philibert Tsiranana.

## Antecedentes
Após a independência, o poder em Madagáscar ficou nas mãos de Tsirinana e do seu Partido Social-Democrata, com uma política pró-ocidental, favorável aos interesses económicos franceses e de colaboração com a África do Sul. Ainda que formalmente multipartidário, e permitindo a influência do pró-comunista Partido do Congresso da Independência de Madagáscar - AKFM (em malgaxe: Antokon'ny Kongresin'ny Fahaleovantenan'i Madagasikara) na capital, Antananarivo, o regime exercia férreo controle sobre as atividades da oposição no resto do país, tendo Tsirinana sido reeleito presidente a 30 de janeiro de 1972 como candidato único..
No entanto, na mesma altura em que o presidente era reeleito, no final de janeiro de 1972, eclodiu um protesto dos estudantes de medicina da escola de Befelatanana, motivado pela subalternidade dos médicos aí formados (que eram colocados nas categorias inferiores) face aos da Faculdade de Medicina da Universidade Madagáscar; os alunos da Faculdade de Medicina acabavam os seus cursos em França, o que se traduzia na subordinação do sistema de ensino malgaxe ao francês.
Nos meses seguintes, sobretudo em abril, os protestos alastram nos liceus e na universidade, nomeadamente em reação à dissolução da Associação dos Estudantes de Medicina e Farmácia, e organizam-se assembleias e comités de greve.

## Maio de 1972
A 3 maio, uma manifestação estudantil na pequena cidade de Ambalavao é dispersa pela polícia, provocando um morto. Sucedem-se manifestações de rua contra a repressão, enquanto a princípio o governo tenta negar que a morte tenha ocorrido, e depois não permite que a família do jovem o sepulte de acordo com os costumes tradicionais A partir desses acontecimentos e da manifestação de 30 a 40 mil estudantes a 6 de maio, o movimento ganha um caráter nitidamente político, não apenas empenhado em alterar o sistema de ensino, mas abertamente contra o governo, e o comité de greve tenta estabelecer contactos com o movimento sindical para criar uma frente comum de protesto.
A 13 de maio estava prevista uma reunião geral de estudantes e trabalhadores, mas na noite de 12 para 13 a policia invade a universidade, prende os membros do comité de greve e o governo anuncia a sua deportação para a ilhota de Nosy Lava, onde o governo colonial internava os presos políticos. Na manha de 13, o governo anuncia que a greve está terminada e a escolas reabertas. No entanto, nas horas seguintes milhares de estudantes, juntamente com parte do resto da população de Antananarivo, ocupam o centro da cidade, nomeadamente a Avenida de Independência, e durante esse dia sucedem-se combates entre a policia e os manifestantes, provocando vários mortos.
Nos dias seguintes,  manifestações de cerca de cem mil pessoas, convocadas com o apoio dos sindicatos, igrejas cristãs e organizações políticas da oposição, exigem a libertação dos deportados (o que o governo aceita a 16 de maio) e, cada vez mais, a queda do regime. A 17 de maio a embaixada francesa anuncia que o exército francês não intervirá em defesa de Tsirinana, e no mesmo dia o comandante Richard Ratsimandrava também informa o presidente que o próprio exército malgaxe não o irá defender. Finalmente a 18 de maio, no âmbito do estado de emergência, o presidente transfere os seus poderes para o general Gabriel Ramanantsoa, chefe máximo das forças armadas. Inicialmente o comité de greve impõe várias condições para aceitar Ramanantsoa, nomedamente o exílio de Tsirinana, mas acaba por reconhecer o seu governo, mesmo mantendo-se Tsirinana como presidente simbólico.

## O "Comité Comum de Luta" (KIM)
Durante os protestos, os grevistas organizaram-se várias comissões e assembleias: nas escolas, foram estabelecidas assembleias gerais de estudantes por escola (que frequentemente se reuniam todos os dias), um "conselho permanente" com dois delegados por escola e um "comité de greve" com uma dezena de membros, escolhidos pelo "conselho permanente"; os delegados eram revogáveis a todo o instante por quem os havia ecolhido, sendo frequentemente substituídos. No entanto, a partir de 12-13 de maio, quando grande parte dos dirigentes estudantis foram presos, a liderança dos protesos acabou por passar para o movimento grevista dos trabalhadores, e a 17 e 18 de maio é formado um comité de delegados eleitos pelos locais de trabalho, e recusando explicitamente a participação dos sindicatos. Além disso foram também criados comités permanentes represantando os professores e os jovens semi-marginais de Atananarivo (os inicialmente designados ZWAN -Zatovo Western Andevo Malagay - "jovens western escravos malgaches", devido a serem largamente adeptos de filmes Western, e também por serem Andevo, descendentes de escravos; com o seu envolvimento político passaram a designar-se ZOAM - Zatovo orin'asa anivon'ny Madagasikar - "jovens desempregados de Madagáscar") , sendo esses quatro comités reunidos no "Comité Comum de Luta", conhecido por KIM (em malgaxe: Komity iraisan'ny mpitolon), de cerca de 60 membros.
O KIM mostrou-se mais radical que o novo regime de Ramanantsoa; nomeadamente o comité dos trabalhadores impôs várias condições para reconhecer o seu governo - demissão de Tsirinana, fim dos acordos de cooperação com a França, convocação de um congresso nacional popular, total liberdade de expressão, libertação dos presos políticos e limitação do mandato dos militares. Ramanantsoa recusou afastar Tsrinana e romper de imediato os acordos com a França, mas (com o voto contra do comité dos trabalhadores) os contestatários acabaram por aceitar o seu poder, a 20 de maio.
Mesmo aceitando Ramanantsoa, o KIM considerava que era dos comités de greve, como representantes do povo, que derivava a legitimidade do poder (enquanto Ramanantsoa considera que o seu poder deriva de lhe ter sido concedido pelo presidente Tsirinana), e os seus elementos mais ideológicos (ligados ao jornal "Ny Andry") irão defender a ideia de implementar um novo regime político, baseado na democracia direta, e que seria implementado através do referido "congresso nacional popular" (baseado em organizações similares ao KIM a criar em todo o país).
No entanto, o KIM em breve foi alvo da repressão do novo regime - no final de junho de 72 o governo proclamou o estado de sítio para suprimir os protestos do KIM; o estado de sitio voltou a ser proclamado a 29 de agosto, poucos dias antes da realização do "congresso nacional popular". O congresso nacional popular finalmente reuniu-se a 4 de setembro, submetido  ao estado de sítio e dividido entre os radicais do KIM e os moderados eleitos na província, mais favoráveis ao governo (ainda mais tendo Ramanantsoa anunciado para 8 de outubro um referendo para legitimar o seu regime) - e acabou por encerrar a fim de alguns dias, a 19 de setembro, sem elaborar o novo modelo de governo que os seus promotores esperavam. O KIM acabou por desaparecer, e os seus elementos mais radicais criaram o partido MFM - Mpitolona ho amin'ny Fanjakana ny Madinika, Movimento para o Poder do Povo-miúdo, também traduzido para Movimento para o Poder do Proletariado (atualmente Mpitolona ho an'ny Fandrosoan'i Madagasikara, Movimento para o Progresso de Madagáscar), que ficou alguns anos na ilegalidade mas a partir de 1977 passou a integrar a coligação governamental.

## Consequências
Com a queda de facto de Tsirinana, e tendo o referendo de 8 de outubro de 1972 aprovado o poder de Ramanantsoa, Madagáscar passou a ser governado pelos militares e a seguir uma linha de aproximação ao bloco soviético; os sucessores de Ramanantsoa, o comandante Ratsimandrava e o almirante Didier Ratsiraka, puseram em prática políticas socialistas (Ratsimandrava mais virado para a criação de assembleias populares locais, as fokonolona, Ratsiraka mais para um modelo com semelhanças ao da URSS), nacionalizando grande parte das empresas controladas por capital francês.